# 禪讓彎貝介
禪讓彎貝介（学名：Loxoconcha chanjanga）为彎貝介科彎貝介屬下的一个种。